# 量子跳躍レイゼルバー
『量子跳躍レイゼルバー』（りょうしちょうやくレイゼルバー）は、PlayStation 2のゲーム『新世紀勇者大戦』に登場する、ゲームオリジナルの作品。
本作は「勇者シリーズ」には含まれない独自作品となる。

## 概要
勇者シリーズのゲームとしては、初めてのマルチ・エンディング・ストーリーを採用し（ブレイブサーガでは分岐点の変更によって途中ストーリーが多少変わるがラストは同じマルチ・ストーリー）、各話のプレイ状況に対応して2種類のエンディングが存在。
タイトルにある量子と跳躍はタイムワープやタイムスリップを意味しており、作中では次元と時間を越える事で起きる様々な現象や出会いを繰り返しながらストーリーが進んでいく。
本作の明確な時代設定は不明だが、作中に以下の設定が存在する。
- 過去の出来事として1962年10月15日に発生したキューバ危機が登場している
- 沙織が1962年1月1日に結成されたSEALで今（第一話開始時）から10年位前まで働いていたという設定がある
- 携帯電話が登場する

物語には専門用語が多数使用されている。
- 実在の宇宙物理学者・フランク・J・ティプラーが1974年に発表したティプラー理論を含めた物理理論（特に相対論や量子論といった系統の）用語が使われている
- チリ出身の精神分析者イグナチオ・マッテーブランコの「思考のミッシング・リンク」を6騎士に使っている
- リーツォがシェイクスピアを愛読しているが、文面に書かれた思考ロジックを読むのが苦手という描写がある
- 最終話のラストバトル最中の説明に対生成・対消滅などの専門用語が登場する

## 登場人物

### 那由他家
外見はどこにでもいる普通の家族だが、世界平和のために活動をしている普通でない家系。全員が何らかのエキスパートで、大人達は博士号を複数取得。兆太にとっては父方の家系であるが女系一族でもあり、概して女達の方が色々な意味で力がある。
那由他兆太（なゆた ちょうた）
声 - 竹内順子
本編の主人公。中学1年生。レイザーおよびレイゼルバー系メカに搭乗するメインパイロット。行動力があるが現実重視主義者で、異星人が大きく関わるダグオン世界に来た際にその存在すら信じなかった。非論理的なオカルトチックなモノを信じないが、不思議な特殊能力を持つらしい。科学知識が非常に豊富だが逆に歴史関係には弱い。幼馴染の美理を、口には出さないがとても大切に思っているが、気持ちに応える自信を持てない初な所も。また、妹思いな一面もあるが傍から見れば兄馬鹿である。家族から一切の情報その他大事な事については詳しく説明されておらず、レイザー達の事も何一つ教えて貰えなかった。頭に血が上ると後先考えず突撃する熱いところもある。『着た切り雀』であるものの、愛用のサンバイザーは替えがある。
那由他せつな（なゆた せつな）
声 - 宍戸留美
兆太の妹。プログラミングの天才で、兄を呼び捨てにする生意気な性格。敵幹部のリーツォに初恋をする。レイウイング、レイゼルバーに臨時で搭乗。まだ子供なので精神的には脆く、緊急事態に追い込まれると暴走する。
那由多せつな´（なゆた せつなダッシュ）
声 - 宍戸留美
「ティプラー・シリンダー」でタイムスリップした兆太達を待っていた、5年後のせつな。年は、兄より年上の15歳。名前は、オリジナルから「皆に分かりやすく」という事で、名づけられた。兆太達がいなくなった後の約5年の間でレイゼルバーMk-IIを開発、自ら搭乗しヴェイスらと戦っていた。五年で精神的に成長し、冷静に行動出来るので、1ターンの自分の行動フェイズで二回行動可能で、戦闘中でもパニックになるような事はなくなった。二周目のプレイでは彼女を仲間として戦力に加えられるが、当人曰く「つまらない女」。
那由他京一（なゆた きょういち）
声 - 井上和彦
兆太、せつなの父親。量子力学、電子工学、ロボット工学の天才で、レイザーシリーズ開発者でもある。本来はおもちゃ屋の店長なのだが、仕事そっちのけで大学の客員教授とし研究に没頭。強度の乗り物酔いで、ESブリッチを通る時は【次元酔い】をする。そのため自分で開発したにも関わらず機動メカには一切搭乗できない。本人や周囲は自覚していないが、今作における最重要キーパーソン。
那由他沙織（なゆた さおり）
声 - 高乃麗
兆太とせつなの母親でレイウイングのパイロット。普段はのんびり優しいお母さんだが、サバイバル技術と格闘技のエキスパートでもあり、結婚前はSEALの教官をしており、傭兵もしていた戦うスーパー主婦。銃火器の扱いに長け、常人離れした精密射撃をやってのける家中唯一の肉体派。
那由他溝一（なゆた ガイ）
声 - 麦人
京一の父で兄妹の祖父。レイタンクのパイロット。本業は大工の棟梁で、目測でミクロン単位の鉄板を削り出す名人芸の持ち主。普段は息子夫婦に遠慮し近所のアパートで暮らす。婿養子で、那由他家としての直接的血縁関係はないのだが、博士号を7つ所持する天才。
那由他りん（なゆた りん）
声 - 松岡洋子
京一の母で兄妹の祖母。那由他家の実質的司令官で、交渉術に長ける。経済学と数学の博士号を持っている才媛でもあり、旋風寺家から是非にと言われる株取引のベテラン。巧みな話術で溝一を操る。
那由他いと（なゆた いと）
声 - 京田尚子
兆太の曾祖母。各国首脳に何故かパイプを持ち、対等に付き合える人脈を持つ謎の人物。ソーンブラー家長老とも顔見知りで、あまり顔出しはしていない。

### 縁のある人々
江草美里（えくさ みり）
声 - 田村ゆかり
那由他家の隣に住む兆太の幼馴染で、ガールフレンド的存在。レイマリンのパイロット。女子中学生としては驚異的運動神経を持つが、それを帳消しにしてしまうドジっ娘属性の持ち主かつ、稀に見る不運体質でもある。両親が現在海外出張中で、親戚筋の御園生家に下宿している。普段はゆったりとした服を着て目立たないが、非常にスタイルが良い。兆太に淡い恋愛感情を抱いている節がある。また、マリンレイゼルバーに合体する際、「合体」の意味を「レイゼルバー」との意味ではなく別の意味と勘違いしている。持ち前の運動神経を活かせる理解力が追い付かず、球技等のスポーツのルールを満足に覚えられない。
御園生真弓（みそのお まゆみ）
那由他家の隣のスポーツ用品店の娘で、美里の親戚筋に当たる。兆太や美里の姉的存在で、無類の虎党。大きなセントバーナードを飼っており、名は「ランディ」である。

### ソーンブラ一族
世界の歴史の裏で暗躍してきたソーンブラ一族。影で暗躍する事を目的とし表舞台に登場する事はない。那由他家とはヨーロッパとアジアの境を越えた永遠の宿敵同士。
ガリオ・ソーンブラ
声 - 浪川大輔
ソーンブラ一族の跡取り。その常識を外れる異常な目立ちたがりで、宿敵那由他家で同世代の兆太をライバルと決め付け愛機エンペリオスを駆り幾度と無く挑戦する。基本的には悪い奴ではなさそうで、平和のために一緒に戦うことになる。沙織と美里には頭が上がらない。極度のジャパンホリック（日本被れ）の為、必殺技は難解な漢語で命名したがる上、歌舞伎調の見栄を切ったような粋で格好良い派手な言い回しで口上を打ち上げる。
ロベルト
声 - 高橋広樹
ガリオのお目付け役を担当するイタリア系執事。沙織の元同業者という事から傭兵家業をこなしていた過去がある人物。年齢不詳。ガリオを坊ちゃまと呼び、バトルチェイサーの運転手兼パイロットを勤める。
フィオーレ
声 - 鳥居しのぶ
ガリオの教育担当をする男装の執事。ベルヴァーラの運転手兼パイロットを務める以外詳細は不明だが、ロベルトとは二卵性双生児である。姉か妹かは不明。やはり年齢不詳。
ソーンブラ家長老
ガリオの祖父、那由他家と敵対するためなら6騎士すら利用する。しかし悪人というわけではなく、可愛い曾孫のために色々と手を回す。那由他いととは古くからの知り合いだが、詳細は不明。

### バリオース6騎士
人工生命体と呼ばれる者達によって全ての次元を征服しようとする集団の中心人物。それぞれが防衛や諜報など個々の役割をもっており、通常は単機で次元征服の任を帯びている。多数の人工生命体が所属しているが、組織の正式名称など詳しい実態は劇中では明らかにされていない。
ヴェイス
声 - 井上和彦
6騎士の筆頭。人工生命体の創造主であると同時に、組織内で唯一の人間であるらしい。何らかの理由で宇宙、ひいては全ての次元世界を統一しようとしている。過去、絶対絶望的な幾多の戦いの中を生き抜いた【強運】の持ち主。常に仮面を身につけており、その目的や正体に関して6騎士の間でも明らかにされていない。ガオガイガー世界を担当。
その正体は並行世界の那由他京一。
ファース
声 - 楠大典
防衛面戦闘を担当する人物。より強き相手に対して戦う事を誇りとする。過去、何らかの事情で複数の知り合いを失ったと思わせる台詞を吐き、その中の一人がユウことエオリカだった。彼女によってヴェイスの真実を知った事により、後に離反する。 兆太たちの世界を担当。
ザイテーダ
声 - 杉野博臣
メンバーのうち最も醜悪な姿の持ち主。知力は皮肉を皮肉と気付けないレベル。純然たる戦闘行為を担当する。当初は兆太たちの世界を担当していたが更迭され、ライジンオーの世界担当になる。
ベリア
声 - 冬馬由美
交渉面などを担当するらしい。変化を好まず、今のままありのままの自分でいたいと望む。ジェイデッカー世界を担当。
リーツォ
声 - 清水香里
技術開発を担当。見かけは子供だが中身は大人（老人）で、論理的思考をするが応用が苦手である。知識欲が高く、人間に変装してせつなと接触する。 マイトガインの世界を暗躍。
メテュポーン
声 - 荒木香恵
見かけは子供で中身も子供、残酷な面がある。現状に満足している。目にはレンズをつけている。 ダグオン世界を担当。

### 関係者
ユウ・ウィグナー
声 - 沢海陽子
本名エオリカ。かつてファースと行動を共にしていた人工生命体で、ヴェイスによって次元調査のために捨て駒にされた。彼との再開後、ヴェイスの真実を伝え彼と行動を共にする。偽名の由来は物理学者のユージン・ウィグナー。

## 登場メカ
レイザー
声 大塚芳忠
那由他京一に開発された量子コンピュータ搭載の、「自意識」を持つ小型ロボット。ブガッティ18/3カイロンに似た車から変形する。冷静な性格で最初は機械的な口調だが、戦いを経るに従い人間的な口調に成長する。兆太の口調を学習したせいかノリがかなり良くなった。また、完全なる人の手によって生まれた勇者系ロボとしては、プライベートルームを持つ唯一の存在であり、本人は自覚していないが、遊びに来た勇者達からうらやましがられた。勇者達の中での最大の友は、デッカードである。
装備
カートガン
マルチプライザー

レイホーク
レイザーと合体するVTOL輸送機。
レイトレーラー
内部にレイザーが搭載可能な大型トレーラー。他にも数名がしばらく生活できるスペースと非常食が常備されている。
レイローダー
レイホークとレイトレーラーが合体した状態。非戦闘時はこちらの形態をとっている模様。
レイウイング
主に沙織が搭乗する戦闘機型支援メカ。劇中では兆太やせつなも操縦する。
装備
量子ミサイル（レイマリン、レイタンクも同様）
レイマリン
美理が搭乗する潜水艦型支援メカ。超伝導推進とラムジェットを併用することで水中のみならず空中でも運用可能。
レイタンク
溝一が搭乗する戦車型支援メカ。先端のドリルで地中潜行も可能（ゲームでは再現されていない）。

レイゼルバー
声  大塚芳忠
レイザーとレイホークが合体した中型ロボ。合体には兆太の音声入力が必要。支援メカとの合体で、様々な戦闘をこなせる。二股の両刃剣と、大砲や剣にもなる万能銃を基本装備とする。状況に応じ敵機捕獲用の特殊力場発生装置を装備。
装備
レイソード
ガルデリバー
技
ゼロフォース
ゼロフォース・セカンド
ヴァリアブル・ディバイザー
インテグラルプレッシャー

スカイレイゼルバー
レイゼルバーとレイウィングが合体した姿。ウイングのパーツが変形した巨大な槍を持ち、高速機動戦闘を得意とする。
装備
ベイルスピア
チェインバレット
技
バニシングクラッシュ

マリンレイゼルバー
レイゼルバーとレイマリンが合体した姿。深海でも行動可能なのはもちろん、陸上での戦闘にも対応している。近距離格闘戦が得意とするが、逆に遠距離戦闘は苦手。
装備
ハイドロピック
サブリメートゲイル
技
エアリーダンス

グランレイゼルバー
レイゼルバーとレイタンクが合体した姿。砲撃を主体とした長距離支援戦闘が得意だが、近距離戦闘もそれなりにこなす。移動力は低い。
装備
ストークペネトレイター
マキシマムディフュージョン
技
ハイパーディストーション

ダイレイザー
声 大塚芳忠
レイザー、ウイング、マリン、タンクが合体した最強形態。レイホークは大型砲として使用。装甲や火力など、全ての面で高い性能を誇る超巨大ロボ。最初の合体に回路を破損させ、以後しばらく合体不可能になる。容姿自体は懐ロボに等しい。
装備
エクストリームブレード
グラヴィティ・インパクト
技
トランス・インフィニティ
ガンチャージ・ハイテンションモード
ジェネシックライザー

レイゼルバーMk-II
5年後の世界でせつなが開発したレイゼルバーの後継機。単体で完成された状態であり、オリジナルを上回る性能を持つが人工知能や変形機構はオミットされている。
装備
レイソード
ガルデリバー
技
ゼロフォース

機動要塞那由他家
兆太達の平行世界間の移動手段となる巨大機動要塞。那由他家地下に格納されている。
エンペリオス
ガリオの愛機となる真紅のロボット。勇者のライバルに位置づけられ、対レイザーを意識して作られた。語学達者なガリオの趣味で、技名は殆どが日本語。必殺技など声に合わせ話すが自我意識は持っていない。6騎士以外で数少ない単体でのERブリッジが使用できる。パワーアップ名には必ず音楽記号の中で「力強く」を意味するが付く。
装備
エクリプスレッシャー
技
超絶天魔覆滅撃

バトルチェイサー
ロベルトの乗るリムジン型の支援機。
ベルヴァーラ
フィオーレ の乗る大型装甲車。

エンペリオスf（フォルテ）
エンペリオスとバトルチェイサーが合体した姿。レイゼルバーに匹敵する戦闘力を持つ。
装備
ルブルムラディウス
ライトニングエスパーダ
技
ハウリングエクスプロージョン

エンペリオスff（フォルティシモ）
エンペリオスfとベルヴァーラが合体した最強形態。ダイレイザーに匹敵するパワーを誇る超巨大ロボ。ビーストモードへの可変機構を有する。武装は少なめだが、個々の攻撃力は非常に高い。
装備
パンツァーソード
重爆ミサイル
技
雲蒸竜変聖獣変化 ビーストクライマー

### バリオース
バリオース6騎士用
モデュース
ザイテーダの愛機。怪獣のような姿形をした重量級メカ。
エイリア
ベリアの愛機。女性型をしたロボ。
プロシディーチェ
リーツォの愛機。ハチのような姿をしている。
ルヴィーグ
メテュポーンの愛機。コマのような形をしており、周囲に帯のようなものを回転させている。
ヒュバルト
ファースの愛機で、巨大な2本の隠し腕を持つ。2本の剣を使いこなす。
ディマシオン
ヴェイスの愛機。他の6騎士マシンを上回る性能を持つ。
ディマシオン完全体
他の6騎士マシンを取り込んだ姿。

インプス
試作高機動インプス
インプス改
インプス・アクセラ
エルゴ
トレッドノート・エルゴ
サッフォー
サッフォー・プラス
シャポワ
スカラー
要撃専用スカラー
ズロープル
ズロープルMk-II
ズロープル・パワード
試作バリュド
バリュド
フローグ
ベクト
ベクト・オルタナティブ
ベクト
ベラン
ランガ

### その他
スパティウム
ユウがマイトガイン世界で開発した鳥型の戦闘機。ERブリッジを生成できる。